# Campo romano
Campo romano (em latim: Ager Romanus) é a designação do território em que se estabeleceu a cidade de Roma; passa a abranger, depois da conquista de toda a península Itálica ao sul do Rubicão, cerca de 270 a.C., colónias e municípios romanos, opondo-se às comunidades não incorporadas no Estado e às cidades aliadas. É a primeira concretização da romanidade, que há-de absorver e assimilar, política, cultural e linguisticamente, todo o território conquistado.